# Marcy-l'Étoile
Marcy-l'Étoile est une commune française située dans la métropole de Lyon, en région Auvergne-Rhône-Alpes.
Ses habitants sont les Marcyllois et Marcylloises.

## Géographie
Appartenant à la métropole de Lyon, Marcy-l'Étoile est une ville de la banlieue ouest lyonnaise située aux pieds des monts du Lyonnais.
Le Bois de L'Étoile limitrophe de Charbonnières-les-Bains est un lieu composé de résidences haut de gamme.

### Climat
Pour des articles plus généraux, voir Climat d'Auvergne-Rhône-Alpes et Climat du Rhône.
En 2010, le climat de la commune est de type climat océanique dégradé des plaines du Centre et du Nord, selon une étude du Centre national de la recherche scientifique s'appuyant sur une série de données couvrant la période 1971-2000. En 2020, Météo-France publie une typologie des climats de la France métropolitaine dans laquelle la commune est exposée à un climat de montagne ou de marges de montagne et est dans la région climatique  Nord-est du Massif Central, caractérisée par une pluviométrie annuelle de 800 à 1 200 mm, bien répartie dans l’année.
Pour la période 1971-2000, la température annuelle moyenne est de 11,4 °C, avec une amplitude thermique annuelle de 17,6 °C. Le cumul annuel moyen de précipitations est de 811 mm, avec 8,9 jours de précipitations en janvier et 6,6 jours en juillet. Pour la période 1991-2020, la température moyenne annuelle observée sur la station météorologique de Météo-France la plus proche, « Brindas », sur la commune de Brindas à 7 km à vol d'oiseau, est de 12,2 °C et le cumul annuel moyen de précipitations est de 717,6 mm,. Pour l'avenir, les paramètres climatiques de la commune estimés pour 2050 selon différents scénarios d'émission de gaz à effet de serre sont consultables sur un site dédié publié par Météo-France en novembre 2022.

## Urbanisme

### Typologie
Au 1er janvier 2024, Marcy-l'Étoile est catégorisée ceinture urbaine, selon la nouvelle grille communale de densité à sept niveaux définie par l'Insee en 2022.
Elle appartient à l'unité urbaine de Lyon, une agglomération inter-départementale regroupant 123  communes, dont elle est une commune de la banlieue,,. Par ailleurs la commune fait partie de l'aire d'attraction de Lyon, dont elle est une commune de la couronne,. Cette aire, qui regroupe 397 communes, est catégorisée dans les aires de 700 000 habitants ou plus (hors Paris),.

### Occupation des sols
L'occupation des sols de la commune, telle qu'elle ressort de la base de données européenne d’occupation biophysique des sols Corine Land Cover (CLC), est marquée par l'importance des territoires artificialisés (72,9 % en 2018), en augmentation par rapport à 1990 (40,2 %). La répartition détaillée en 2018 est la suivante :
zones urbanisées (33,9 %), espaces verts artificialisés, non agricoles (21,8 %), prairies (17,9 %), zones industrielles ou commerciales et réseaux de communication (17,1 %), forêts (9,2 %). L'évolution de l’occupation des sols de la commune et de ses infrastructures peut être observée sur les différentes représentations cartographiques du territoire : la carte de Cassini (XVIIIe siècle), la carte d'état-major (1820-1866) et les cartes ou photos aériennes de l'IGN pour la période actuelle (1950 à aujourd'hui).

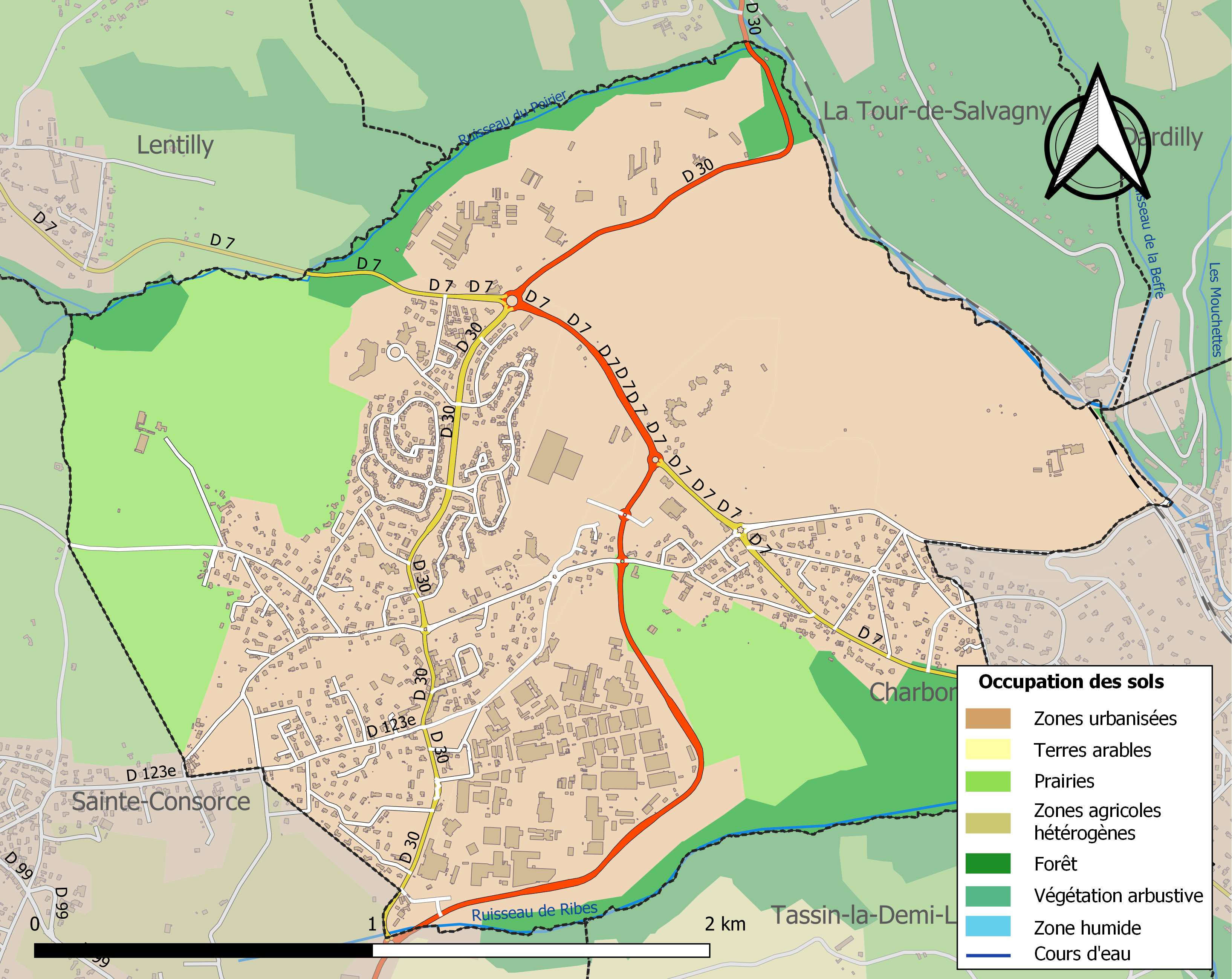
Carte des infrastructures et de l'occupation des sols de la commune en 2018 (CLC).

## Histoire
Occupé dès l'époque gallo-romaine. Marcy était au Moyen Âge sous la protection des Hospitaliers de l'ordre de Saint-Jean de Jérusalem et de l'archevêché de Lyon.
La légende nous dit qu'aux temps anciens, une chèvre poursuivie par un loup trouva refuge dans l'église du village et fut ainsi sauvée. On donna à ce hameau de Sainte-Consorce le nom de Marcy-le-Loup. La commune obtient sa séparation d'avec Sainte-Consorce en 1872 et change de nom pour Marcy-l'Étoile du fait de sa proximité avec le bois de l'Étoile dont le croisement des chemins forme une étoile.
Sur la commune se trouve le domaine départemental de la Croix-Laval où on découvre un Château (XVIe-XIXe siècle), un potager et un vaste parc paysager.
Elle accueille l'ancienne école nationale vétérinaire de Lyon la première au monde créée en 1761 par Claude Bourgelat et depuis 1917 l'institut Mérieux devenu Sanofi Pasteur  et BioMérieux (1964), usines employant plusieurs milliers de personnes sur la commune dans la production de vaccins et de dispositifs médicaux). Dans une ancienne maison bourgeoise de la commune, est installé le musée des sciences biologiques docteur Mérieux. Ce musée présente une scénographie sur l'histoire des maladies infectieuses, chez l'homme et chez l'animal. On insiste sur le diagnostic et le traitement des maladies infectieuses et en particulier sur la vaccination. On reprend les grandes étapes de la vaccination depuis Jenner en passant par Pasteur et jusqu'aux vaccins les plus récents comme le vaccin contre la dengue première mondiale développée par Sanofi Pasteur.
Le Grand Lyon disparaît le 1er janvier 2015, et laisse place à la collectivité territoriale de la métropole de Lyon. La commune quitte ainsi le département du Rhône.

## Politique et administration

### Liste des maires
| Période   | Période   | Identité             | Étiquette | Qualité         |
| --------- | --------- | -------------------- | --------- | --------------- |
| 1872      | 1897      | Jean Colomb          |           |                 |
| 1897      | 1908      | Denis Souppat        |           |                 |
| 1908      | 1916      | Jean-Pierre Gaymon   |           |                 |
| 1916      | 1924      | Antoine Lancelin     |           |                 |
| 1925      | 1947      | Louis Raymond        |           |                 |
| 1947      | 1956      | Antoine Monavon      |           |                 |
| 1956      | mars 1971 | Denis Nové-Josserand |           |                 |
| mars 1971 | mars 1989 | Fleury Lancelin      |           |                 |
| mars 1989 | juin 1995 | Bruno Gaudin         | SE        |                 |
| juin 1995 | mai 2020  | Joël Piegay          | DVD       | Géomètre expert |
| mai 2020  | En cours  | Loïc Commun          | DVD       | Vétérinaire     |

## Population et société

### Démographie
L'évolution du nombre d'habitants est connue à travers les recensements de la population effectués dans la commune depuis 1872. Pour les communes de moins de 10 000 habitants, une enquête de recensement portant sur toute la population est réalisée tous les cinq ans, les populations de référence des années intermédiaires étant quant à elles estimées par interpolation ou extrapolation. Pour la commune, le premier recensement exhaustif entrant dans le cadre du nouveau dispositif a été réalisé en 2005.

En 2022, la commune comptait 3 711 habitants, en évolution de −0,67 % par rapport à 2016 (Rhône : +3,93 %, France hors Mayotte : +2,11 %).
| 1872 | 1876 | 1881 | 1886 | 1891 | 1896 | 1901 | 1906 | 1911 |
| ---- | ---- | ---- | ---- | ---- | ---- | ---- | ---- | ---- |
| 314  | 312  | 301  | 315  | 306  | 310  | 323  | 326  | 302  |

| 1921 | 1926 | 1931 | 1936 | 1946 | 1954 | 1962 | 1968 | 1975 |
| ---- | ---- | ---- | ---- | ---- | ---- | ---- | ---- | ---- |
| 312  | 287  | 315  | 327  | 341  | 415  | 439  | 484  | 683  |

| 1982  | 1990  | 1999  | 2005  | 2006  | 2010  | 2015  | 2020  | 2022  |
| ----- | ----- | ----- | ----- | ----- | ----- | ----- | ----- | ----- |
| 1 033 | 2 599 | 3 091 | 3 243 | 3 218 | 3 506 | 3 789 | 3 495 | 3 711 |

### Enseignement
Marcy-l'Étoile est située dans l'académie de Lyon. Elle accueille depuis 1978 l'École nationale vétérinaire de Lyon, la première école vétérinaire au monde créée en 1761 par Claude Bourgelat. Elle accueille également le siège de l'Institut national du travail, de l'emploi et de la formation professionnelle chargé notamment de la formation des inspecteurs du travail.

### Manifestations culturelles et festivités
Se tient à Marcy-l'Étoile tous les ans le festival des nuits du loup.
Organisées par la ville de Marcy-l’Étoile, Les Nuits du Loup sont nées en 2009.
Baptisé « Les Nuits du Loup » en référence au nom que portait jadis la commune, Marcy le loup, ce festival sera consacré à la musique sous toutes ses formes : animation, concerts et spectacles en divers lieux de la commune, programme spécial pour les enfants, animations particulières pour les seniors.

### Sports
Marcy-l'Étoile est une ville active sur le plan sportif, elle compte notamment un club de football, de handball, de hockey sur roller, d'escrime, de judo et d'autres arts martiaux.

## Héraldique
| Il faut vouloir. | Les armes de la commune de Marcy-l'Étoile se blasonnent ainsi : Parti d'or à un loup de sable soutenu d'une rose au naturel en bande, et d'azur à une étoile du premier soutenue d'une rose au naturel en barre ; au chef de gueules chargé d'une croix de Malte d'argent. Le chef de Malte fait référence au passage des chevaliers de l'ordre de Saint-Jean de Jérusalem dans la commune. L'étoile d'or fait référence au croisement de cinq routes dans le Bois de l'Étoile. Le loup rappelle l'ancien nom de la commune, Marcy-le-loup. Les roses rappellent la présence autrefois de nombreux églantiers dans le territoire de la commune. La devise de la commune : "Il faut vouloir", est la devise de la famille Lacroix-Laval, ancienne famille seigneuriale du lieu. |

## Économie

### Revenus de la population et fiscalité
En 2010, le revenu fiscal médian par ménage était de 45 237 € ce qui plaçait Marcy-l'Etoile au 818e rang parmi les 31 525 communes de plus de 39 ménages en métropole.

### Emploi
| Type d'activité                                    | 2010  | 2015  | 2021  |
| -------------------------------------------------- | ----- | ----- | ----- |
| Ensemble                                           | 2 518 | 2 628 | 2 313 |
| Actifs en %                                        | 62,5  | 76,8  | 75,0  |
| Actifs ayant un emploi en %                        | 58,6  | 71,3  | 68,8  |
| Chômeurs en %                                      | 3,9   | 5,4   | 6,2   |
| Inactifs en %                                      | 37,5  | 23,2  | 25,0  |
| Élèves, étudiants et stagiaires non rémunérés en % | 27,2  | 13,3  | 14,7  |
| Retraités ou préretraités en %                     | 6,3   | 5,9   | 5,8   |
| Autres inactifs en %                               | 4,0   | 4,1   | 4,6   |

Plus d'informations sur le dossier complet de la commune de Marcy l'Étoile sur le site internet de l'INSEE, rubrique Population active, emploi et chômage.

### Entreprises et commerces
La commune de Marcy-l'Étoile héberge notamment :
- Sanofi Pasteur, leader mondial des vaccins humains
- BioMérieux, spécialisé en diagnostic in vitro, leader mondial en microbiologie et en application agroalimentaire
- L'Institut National du Travail, de l'Emploi et de la Formation Professionnelle (Site officiel), dans le parc de Lacroix-Laval.
- L'École nationale vétérinaire de Lyon (Site officiel), en limite nord de la commune.
- Vatel Academy Lyon, école hôtelière situé dans le château du Parc de Lacroix-Laval.

## Lieux et monuments

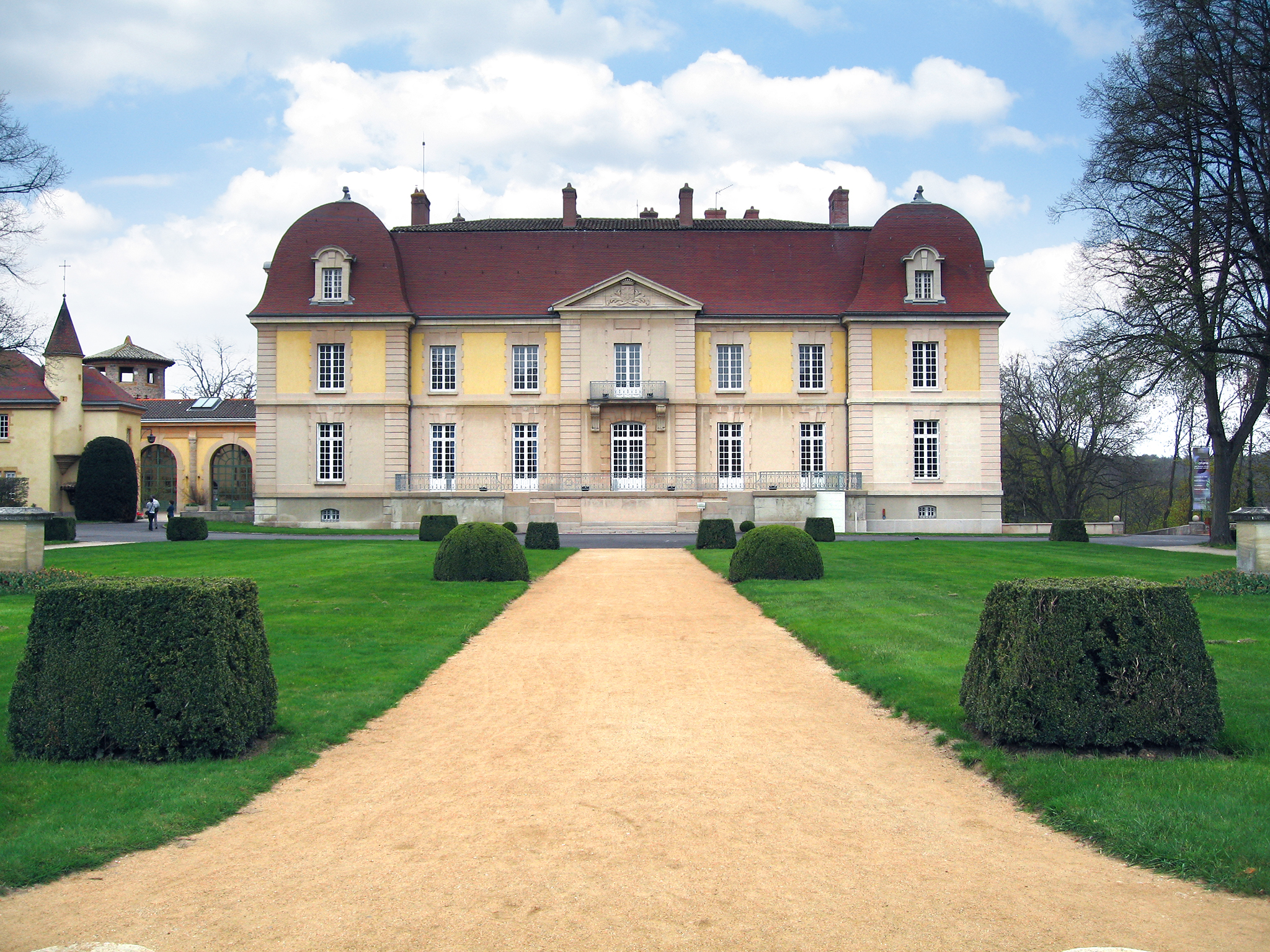
Château de Lacroix-Laval

- Musée des sciences biologiques docteur Mérieux[23].
- L'église de Marcy-l'Étoile est située au cœur de la ville.
- Château de Lacroix-Laval
- Parc de Lacroix-Laval

## Personnalités liées à la commune
- Marcel Mérieux (1870-1937), créateur de l'Institut Mérieux
- Alain Mérieux (né en 1938), fondateur de bioMérieux
- Georges Pivot (1901-1943), aviateur de la Compagnie générale aéropostale né dans la commune[24].
- Blanche Boulet (née en 1919), chevalier de la légion d'honneur, infirmière durant le débarquement de Normandie du 6 juin 1944 et résidente de Marcy-l'Étoile.